# Edgewood (Indiana)
Edgewood è una città degli Stati Uniti d'America, situata nello Stato dell'Indiana e in particolare nella Contea di Madison. La comunità fa parte dell'area metropolitana di Anderson.